# Astragalus boeticus
El cafè bord (Astragalus boeticus) és una espècie de planta herbàcia pertanyent a la família de les lleguminoses. És originària del Nord d'Àfrica al Marroc i les Illes Canàries.

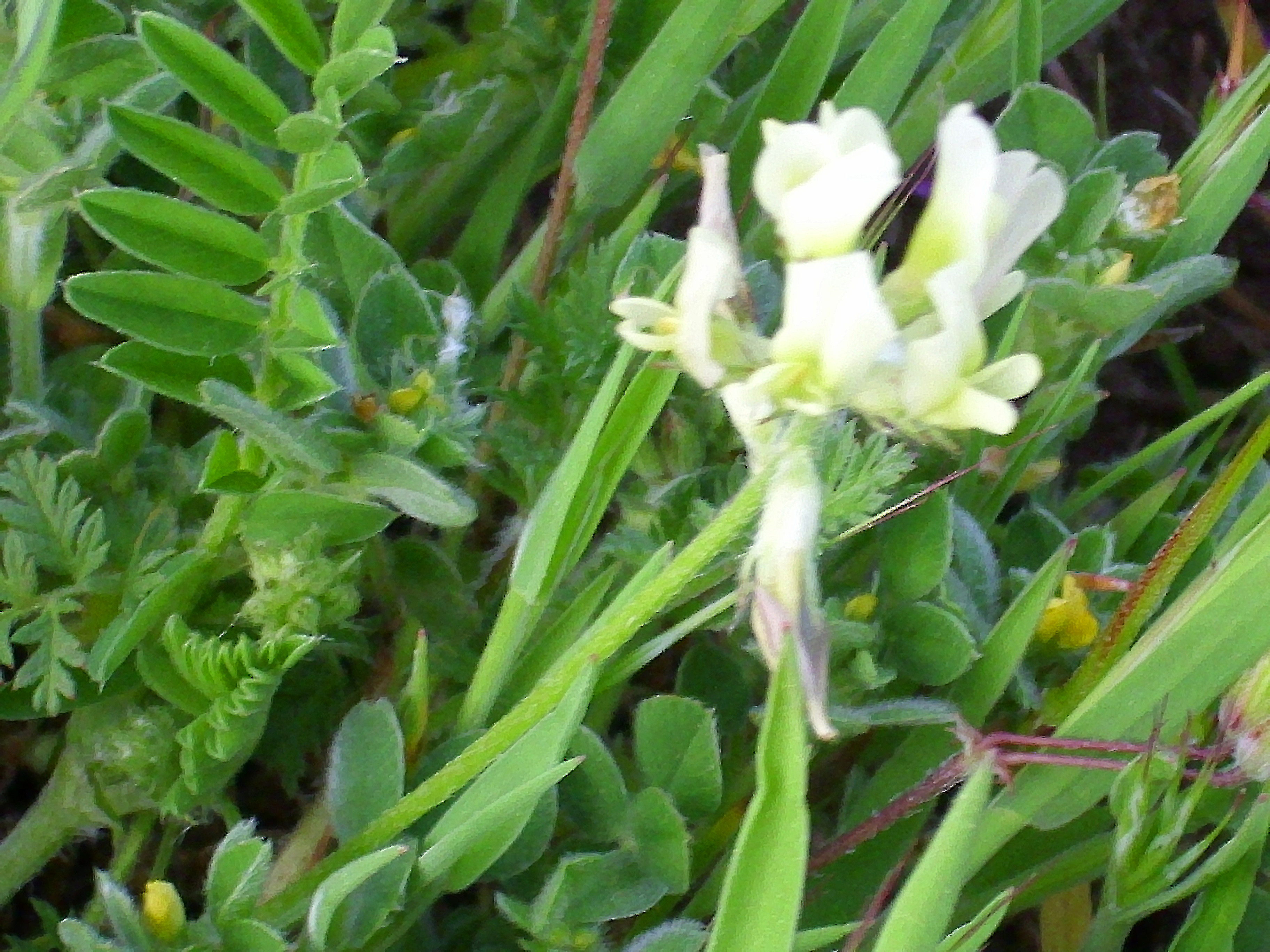
Fulles i flors

## Descripció
Astragalus boeticus és una espècie de planta anual, possiblement nativa de les illes Canàries. Es tracta d'una planta herbàcia, que dins del gènere es diferencia pel seu indument, format per pèls basifijos de 0,3-1 mm. Les fulles, de 8-15 cm, estan formades per 6-13 parells de folíols, amb estípules verdoses i ciliades, de 7-15 mm i soldades al pecíol. Les flors posseeixen una corol·la blanquinosa o groguenca i un calze tubular, amb tots els pèls negres o negres i blancs barrejats. Els fruits són biloculars i trígons, amb pic recorbat, dors còncau, ventre aquilat i parets separadament peloses.

## Taxonomia
Astragalus boeticus va ser descrita per Linneo i publicat a Species Plantarum 2: 758, l'any 1753. (1r de maig de 1753)
Etimologia
Astragalus: nom genèric que deriva del grec astrágalos, nom que es donava a una lleguminosa.
boeticus: epítet geogràfic que fa referència a Andalusia.
Sinonímia
- Triquetra baetica (L.) Medik. in Vorles. Churpfälz. Phys.-Öcon. Ges. 2: 376 (1787)
- Astragalus uncinatus Moench, Methodus 166 (1794), nom. illeg.
- Astragalus boeticus var. subinflatus Rouy in Rouy & Foucaud, Fl. France 5: 165 (1899)[3]